# Gustaf Ljungberger
Gustaf Ljungberger (eller Liungberger), född 22 oktober 1733 i Stockholm, död där den 5 november 1787, var en svensk medaljgravör.

## Biografi
Ljungberger blev vid 16 års ålder lärling hos Daniel Fehrman efter att redan dessförinnan som elev vid Målarakademien ha undervisats av Jean Eric Rehn i teckning. Hos Fehrman blev han kvar till 1759, då han kallades att förestå myntverket i Stralsund under pommerska kriget.
På sin morbror kanslirådet Carl Reinhold Berchs tillskyndan fick han av rikets ständer ett resestipendium för tre år och han begav sig 1763 till Paris, där han ett par år studerade vid konstakademien, under överinseende av Van Loo, Boucher med flera. Åren 1765-1767 uppehöll han sig vid de förnämsta konstskolorna i Italien. 
Efter sin hemkomst 1767 fick han genast halv medaljörslön. Han blev 1768 professor i teckning vid den av Carl Fredrik Adelcrantz återupplivade Målarakademien, på vilken befattning han 1773 fick kunglig fullmakt. Efter Fehrmans död 1780 efterträdde Ljungberger honom som medaljör vid myntet. Han var dessutom ledamot av flera utländska konstakademier. 
I sin konst intar Ljungberger ett framstående rum. Med en säker, om än något maniererad teckning och modellering förenar han en viss ädelhet i formgivningen, smak i sinnebilderna och utmärkt likhet i porträtten. Att han dock för basreliefen använder perspektivisk komposition faller av sig själv. 
Han utförde en mängd stora medaljer, bland vilka hans förstlingsverk, den över Riksbankens jubelfest (1768), samt de över det kungliga silverbröllopet (1769), religionsfriheten (1779), Målarakademiens stora belöningsmedalj samt minnespenningarna över Jonas Alströmer, Adelcrantz, Niclas Sahlgren, De Geer, Lantingshausen och Carl von Linné torde kunna räknas som de förnämsta. Ljungberger finns representerad vid bland annat Nationalmuseum i Stockholm
Ljungberger var kusin till medaljkonstnären Adolf Robsahm.